# Gyagya Attila
Gyagya Attila (Máramarossziget, Románia, 1982. március 30. –) romániai magyar labdarúgó. Az NB III nyugati csoportjában szereplő Ménfőcsanak ESK játékosa.

## Pályafutása
Szülővárosában nőtt fel. Eredetileg Híreskői Attila lenne a neve, de édesapja nevelőszülei iránti tiszteletből vette fel a Gyagya családnevet. Romániában a Steaua Bukarest igazolt labdarúgója volt, majd tizennyolc éves korában Magyarországra került, és egy kecskeméti menedzseriroda közreműködésével megfordult Szentesen és Orosházán is.
2006-ban került a Kecskeméti TE csapatához, akikkel másodosztályú bajnok és Magyar Kupa-győztes lett. A 2010-11-es szezon őszi idényében őt választották a csapat szurkolói a legjobb játékosnak. 2012 márciusában fél évet ki kellett hagynia szalagszakadás miatt.  2013 januárjában ugyan meghosszabbította a szerződését két évvel, de kölcsönadták a Szolnok csapatának. 2015 nyarán a Zalaegerszeg játékosa lett. A KTE színeiben összesen 179 bajnokin 8 gólt szerzett, az élvonalban 108 mérkőzésen lépett pályára, hat gólt szerzett. 2016 nyarán igazolt az ETO FC Győr csapatához.